# Ouratea
Ouratea är ett släkte av tvåhjärtbladiga växter. Ouratea ingår i familjen Ochnaceae.

## Bildgalleri

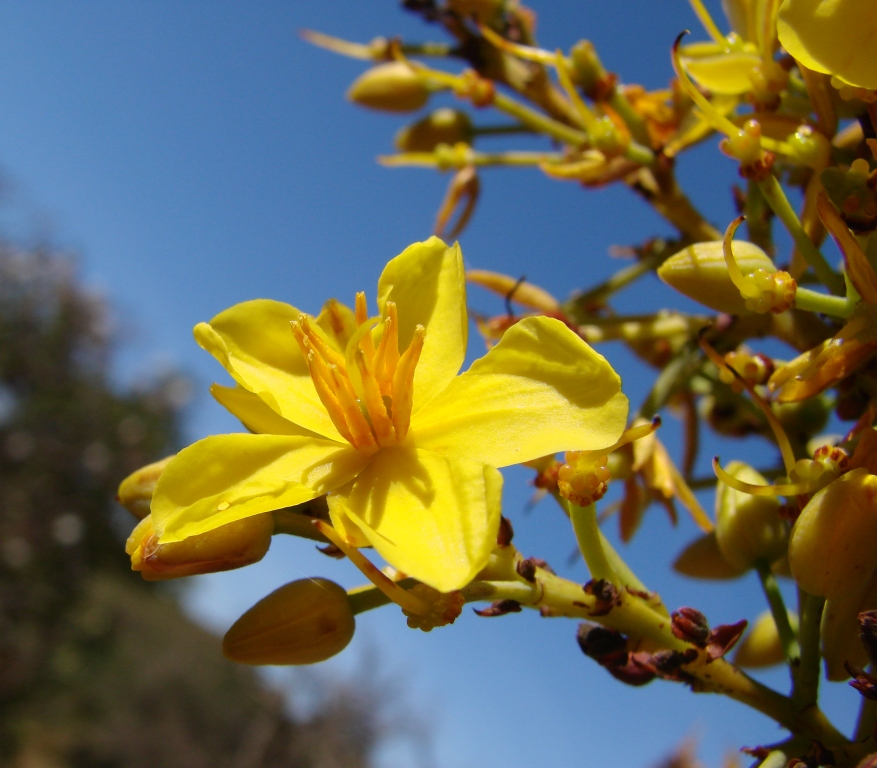

## Dottertaxa tillOuratea, i alfabetisk ordning[1]
- Ouratea acicularis
- Ouratea acuminata
- Ouratea acunae
- Ouratea acuta
- Ouratea alternifolia
- Ouratea amplifolia
- Ouratea angulata
- Ouratea apurensis
- Ouratea aquatica
- Ouratea arbobrevicalyx
- Ouratea aromatica
- Ouratea articulata
- Ouratea asisae
- Ouratea attenuata
- Ouratea australis
- Ouratea bahiensis
- Ouratea barrae
- Ouratea bipartita
- Ouratea blanchetiana
- Ouratea boliviana
- Ouratea brevicalyx
- Ouratea brevipedicellata
- Ouratea brevipes
- Ouratea campos-portoi
- Ouratea candelabra
- Ouratea candollei
- Ouratea caracasana
- Ouratea cardiosperma
- Ouratea cassinifolia
- Ouratea castaneifolia
- Ouratea cataractarum
- Ouratea caudata
- Ouratea cearensis
- Ouratea cerebroidea
- Ouratea cernuiflora
- Ouratea chaffanjonii
- Ouratea chiribiquetensis
- Ouratea chocoensis
- Ouratea chrysopetala
- Ouratea cidiana
- Ouratea cinnamomea
- Ouratea clarkii
- Ouratea claudei
- Ouratea coccinea
- Ouratea conduplicata
- Ouratea confertiflora
- Ouratea costaricensis
- Ouratea crassa
- Ouratea crassifolia
- Ouratea croizatii
- Ouratea culminicola
- Ouratea curvata
- Ouratea cuspidata
- Ouratea darienensis
- Ouratea davidsii
- Ouratea decagyna
- Ouratea deminuta
- Ouratea densiflora
- Ouratea denudata
- Ouratea discophora
- Ouratea duckei
- Ouratea duidae
- Ouratea elegans
- Ouratea elliptica
- Ouratea engleri
- Ouratea erecta
- Ouratea evoluta
- Ouratea fasciculata
- Ouratea ferruginea
- Ouratea fieldingiana
- Ouratea flexipedicellata
- Ouratea flexuosa
- Ouratea floribunda
- Ouratea francineae
- Ouratea frontium
- Ouratea fusiformis
- Ouratea garcinioides
- Ouratea gigantophylla
- Ouratea gillyana
- Ouratea glaucescens
- Ouratea gonzalezii
- Ouratea grandiflora
- Ouratea grandifolia
- Ouratea grosourdyi
- Ouratea guaiquinimensis
- Ouratea guianensis
- Ouratea guildingii
- Ouratea guriensis
- Ouratea hassleriana
- Ouratea hatschbachii
- Ouratea heterobracteata
- Ouratea hexasperma
- Ouratea hilaireana
- Ouratea hoehnei
- Ouratea huberi
- Ouratea humilis
- Ouratea impressa
- Ouratea inundata
- Ouratea iquitosensis
- Ouratea jaliscensis
- Ouratea jamaicensis
- Ouratea jansen-jacobsiae
- Ouratea javariensis
- Ouratea jefensis
- Ouratea juergensii
- Ouratea kananariensis
- Ouratea kanukuensis
- Ouratea knappiae
- Ouratea lajaensis
- Ouratea lanceolata
- Ouratea lancifolia
- Ouratea larae
- Ouratea laurifolia
- Ouratea leblondii
- Ouratea leprieurii
- Ouratea lessonii
- Ouratea liesneri
- Ouratea litoralis
- Ouratea longifolia
- Ouratea longipes
- Ouratea longistyla
- Ouratea lucens
- Ouratea maasiorum
- Ouratea macrobotrys
- Ouratea macrocarpa
- Ouratea madrensis
- Ouratea magdalenae
- Ouratea maguirei
- Ouratea maigualidae
- Ouratea marahuacensis
- Ouratea margaretae
- Ouratea mazaruniensis
- Ouratea medinae
- Ouratea megaphylla
- Ouratea melinonii
- Ouratea membranacea
- Ouratea mexicana
- Ouratea microdonta
- Ouratea miersii
- Ouratea miniguianensis
- Ouratea multibracteata
- Ouratea multiflora
- Ouratea nana
- Ouratea nervosa
- Ouratea nervulina
- Ouratea neuridesii
- Ouratea nitida
- Ouratea oblita
- Ouratea oblongifolia
- Ouratea obovata
- Ouratea occultinervis
- Ouratea odora
- Ouratea oleifolia
- Ouratea oleosa
- Ouratea oligantha
- Ouratea oliviformis
- Ouratea opaca
- Ouratea orbignyana
- Ouratea orgyalis
- Ouratea orisina
- Ouratea ornata
- Ouratea osaensis
- Ouratea ovalis
- Ouratea palmata
- Ouratea papillata
- Ouratea papulosa
- Ouratea paraensis
- Ouratea paraguayensis
- Ouratea paratatei
- Ouratea paruensis
- Ouratea parviflora
- Ouratea parvifolia
- Ouratea pastazana
- Ouratea patelliformis
- Ouratea patens
- Ouratea pendula
- Ouratea pendulosepala
- Ouratea phaeophylla
- Ouratea pintoi
- Ouratea pisiformis
- Ouratea platicaulis
- Ouratea poeppigii
- Ouratea polita
- Ouratea polyantha
- Ouratea polygyna
- Ouratea prominens
- Ouratea pseudogigantophylla
- Ouratea pseudoguildingii
- Ouratea pseudomarahuacensis
- Ouratea pseudotatei
- Ouratea ptaritepuiensis
- Ouratea pulchella
- Ouratea pulchrifolia
- Ouratea pulverulenta
- Ouratea purdieana
- Ouratea purpuripes
- Ouratea pycnostachys
- Ouratea pyrifera
- Ouratea racemiformis
- Ouratea ramiflora
- Ouratea ramosissima
- Ouratea recurva
- Ouratea retrorsa
- Ouratea revoluta
- Ouratea riedeliana
- Ouratea rigida
- Ouratea rinconensis
- Ouratea riparia
- Ouratea roraimae
- Ouratea rorida
- Ouratea rosipes
- Ouratea rotundifolia
- Ouratea rotundipetala
- Ouratea rubricyanea
- Ouratea rupununiensis
- Ouratea saldariagae
- Ouratea salicifolia
- Ouratea saulensis
- Ouratea scandens
- Ouratea schizostyla
- Ouratea schomburgkii
- Ouratea scottii
- Ouratea sculpta
- Ouratea sellowii
- Ouratea semiserrata
- Ouratea septentrionalis
- Ouratea simulans
- Ouratea sipaliwiniensis
- Ouratea sipapoensis
- Ouratea soderstromii
- Ouratea spectabilis
- Ouratea spruceana
- Ouratea squamata
- Ouratea stenobasis
- Ouratea steyermarkii
- Ouratea stipulata
- Ouratea striata
- Ouratea suaveolens
- Ouratea subamplexicaulis
- Ouratea subcaudata
- Ouratea subscandens
- Ouratea sulcatinervia
- Ouratea superba
- Ouratea superimpressa
- Ouratea takutuensis
- Ouratea tarapotensis
- Ouratea tatei
- Ouratea tenuifolia
- Ouratea thyrsoidea
- Ouratea timehriensis
- Ouratea tristis
- Ouratea trollii
- Ouratea tuerckheimii
- Ouratea tumacoensis
- Ouratea vaccinioides
- Ouratea valerioi
- Ouratea wallnoeferiana
- Ouratea weberbaueri
- Ouratea venulata
- Ouratea werdermanii
- Ouratea verruculosa
- Ouratea verticillata
- Ouratea vieirae
- Ouratea williamsii
- Ouratea xerophila
- Ouratea yapacana